# Viorel Pop
Viorel Pop (n. 20 iulie 1957) este un fost deputat român în legislatura 1992-1996 și în legislatura 1996-2000, ales în județul Satu-Mare pe listele partidului PDSR.